# يوسف غوانمة
يوسف غوانمة (أبو هشام، 1935 - 11 يناير 2021)، مؤرخٌ وأكاديميٌ أردني، يُعد من رواد الحركة الثقافية والفكرية الأردنية في جمع ودراسة وتوثيق أهم الأحداث التاريخية في الأردن وبلاد الشام. كان قد خلّف قبل وفاته عشرات الدراسات والمؤلفات التي تركز معظمها على تاريخ بلاد الشام والأردن وفلسطين بشكل رئيس خلال العهد المملوكي.

## حياته
وُلد يوسف حسن درويش غوانمة عام 1935 في سحم الكفارات بالقرب من مدينة إربد. تلقى تعليمه الأساسي في كتاتيب المدينة، وواصل تعليمه فيها حتى أنهى الثانوية العامة، وعمل بعدها معلمًا في عددٍ من المدارس الأردنية. انتقل بعدها إلى مدينة الإسكندرية، وحصل على درجة البكالوريوس في التاريخ الإسلامي من جامعة الإسكندرية. عمل بعدها مدرسًا للتاريخ في منطقة الخليج العربي، ثم عاد إلى جامعة الإسكندرية، وحصل منها على درجة الدكتوراه في الآداب عام 1978. ثم حصل على شهادة ما بعد الدكتوراه من جامعة برينستون في الولايات المتحدة عام 1979.
عمل بعدها مدرسًا في كلية الآداب بجامعة اليرموك، واستمر عمله فيها لأكثر من ثلاثة عقود، كما أسس خلالها قسم التاريخ في الجامعة. كان أيضًا أستاذًا لكرسي «دراسة تاريخ الأردن الحديث والمعاصر» في مركز الدراسات الأردنية في جامعة اليرموك. يُذكر أنَّ يوسف كان من أوائل المناضلين ضمن صفوف حزب البعث العربي التقدمي.
أسس منتدى إربد الثقافي عام 1982، كما ساهم في تأسيس جميعة المؤرخين. حصل على عددٍ من الجوائز، منها وسام المؤرخ العربي من اتحاد المؤرخين العرب عام 1991، وجائزة الدولة التقديرية في حقل العلوم الاجتماعية عام 1992. كما حصل على وسام الحسين بن علي للعطاء المميز من الدرجة الأولى عام 2014.

## مؤلفاته
صدر له أكثر من 30 كتابًا في موضوعاتٍ متنوعةٍ في التاريخ، ومنها:
- «عمان حضارتها وتاريخها»، صدر عام 1979.
- «علماء وفقهاء محافظة إربد في العصر الإسلامي»، صدر عام 1980.
- «غلاة الشيعة الباطنية في بلاد الشام»، صدر عام 1981.
- «تاريخ نيابة بيت المقدس في العصر المملوكي»، صدر عام 1981.
- «التأريخ الحضاري لشرقي الأردن في العصر المملوكي»، صدر عام 1982.
- «الحياة العلمية والثقافية في الأردن في العصر الإسلامي»، صدر عام 1984.
- «مدينة إربد في العصر الإسلامي»، صدر عام 1986.
- «أضرحة الصحابة في غور الأردن»، صدر عام 1986.
- «المساجد الإسلامية القديمة في منطقة عجلون»، صدر عام 1986.
- «معاهدت الصلح والسلام بين المسلمين والفرنج.. خطاب جديد في العجز الإسلامي والعربي والمشروع النهضوي العربي الوحدوي»، صدر عام 1995.
- «صفحات من تاريخ القدس وفلسطين والأردن في العصر الإسلامي»، صدر عام 1999.
- «الأردن و فلسطين و تحديات المشروع النھضوي»، صدر عام 1999.
- «القدس الشريف»، صدر عام 2002. (ردمك 9789957072803)
- «عمان، عاصمة المملكة الأردنية الهاشمية»، صدر عام 2002. (ردمك 9789957072858)
- «دمشق في عصر دولة المماليك الثانية»، صدر عام 2005.
- «تاريخ نيابة بيت المقدس في العصر المملوكي»، صدر عام 2009.
- «أيلة والبحر الأحمر»، صدر عام 2016.
- «دمشق والناس في عصر دولة المماليك»، صدر عام 2018. (ردمك 9789923130339)

كما أصدر سيرته في كتاب بعنوان «مذكراتي: رحلة حلم وطموح وأشواك» عام 2010.

## وفاته
تُوفي بتاريخ 11 يناير (كانون الثاني) 2021 ميلاديًا الموافق 27 جمادى الأولى 1442 هـ، عن عمرٍ ناهز 85 عامًا.